# Тепловоз 754
Тепловоз 754 (ранее 1988 года серия T 478.4) — тепловоз, выпускавшийся с 1975 по 1980 год на заводе ЧКД как улучшенная версия тепловоза 753.
Предполагалось, что выпускаемая серия будет гораздо более многочисленна, но из-за пожара, произошедшего на заводе, выпуск был остановлен после производства 86 тепловозов.
Тепловоз имел дизельный двигатель K12V230DR мощностью 1460 кВт, тяговый генератор ČKD A403. Вместо контроллера машиниста, задающего в целом мощность ДГУ, на тепловозе имелось два органа управления: одним устанавливалось число оборотов дизеля, другим задавалась скорость движения.
На тепловозе установлен тормоз Dako.
Из-за характерного дизайна тепловоза он получил прозвище «Кобра».